# Liste des conseillers départementaux de la Haute-Saône
Pour un article plus général, voir Conseil départemental de la Haute-Saône.
Le conseil départemental de la Haute-Saône est composé de 34 membres (17 conseillers départementaux et 17 conseillères départementales) issus des 17 cantons de la Haute-Saône.
Ils ont été élus lors élections départementales des 20 et 27 juin 2021.

## Assemblée départementale
Le Conseil départemental de la Haute-Saône est présidé par Yves Krattinger (DVG). 
|                                    |       |       |      |                                |
| Président du Conseil départemental |       |       |      |                                |
| Yves Krattinger (DVG)              |       |       |      |                                |
| Parti                              | Sigle | Sigle | Élus | Groupes                        |
| Majorité (20 sièges)               |       |       |      |                                |
| Divers gauche                      |       | DVG   | 13   | Élus de gauche et républicains |
| Parti socialiste                   |       | PS    | 6    | Élus de gauche et républicains |
| Parti radical de gauche            |       | PRG   | 1    | Élus de gauche et républicains |
| Opposition (14 sièges)             |       |       |      |                                |
| Divers droite                      |       | DVD   | 8    | Avec vous pour la Haute-Saône  |
| Les Républicains                   |       | LR    | 6    | Avec vous pour la Haute-Saône  |

## Liste des membres

### Résultats par canton
| Canton                        | Conseiller Sortant     | Parti | Parti | Conseiller élu         | Parti | Parti |
| ----------------------------- | ---------------------- | ----- | ----- | ---------------------- | ----- | ----- |
| Dampierre-sur-Salon           | Alain Blinette         |       | LR    | Dimitri Doussot        |       | LR    |
| Dampierre-sur-Salon           | Fabienne Richardot     |       | DVD   | Martine Gautheron      |       | LR    |
| Gray                          | Serge Toulot           |       | DVG   | Laurent Bailly         |       | DVG   |
| Gray                          | Claudy Chauvelot-Duban |       | PS    | Claudy Chauvelot-Duban |       | PS    |
| Héricourt-1                   | Marie-Claire Faivre    |       | PRG   | Marie-Claire Faivre    |       | PRG   |
| Héricourt-1                   | Jean-Jacques Sombsthay |       | PS    | Jean-Jacques Sombsthay |       | PS    |
| Héricourt-2                   | Fernand Burkhalter     |       | PS    | Fernand Burkhalter     |       | PS    |
| Héricourt-2                   | Martine Pequignot      |       | PS    | Martine Pequignot      |       | PS    |
| Jussey                        | Corinne Bonnard        |       | LR    | Corinne Bonnard        |       | LR    |
| Jussey                        | Olivier Rietmann       |       | LR    | Olivier Rietmann       |       | LR    |
| Lure-1                        | Raoul Juif             |       | PS    | Benoît Cornu           |       | DVG   |
| Lure-1                        | Mireille Lab           |       | PS    | Karine Guillerey       |       | DVG   |
| Lure-2                        | Isabelle Arnould       |       | PS    | Isabelle Arnould       |       | PS    |
| Lure-2                        | Robert Morlot          |       | DVG   | Bernard Piquard        |       | PS    |
| Luxeuil-les-Bains             | Frédéric Burghard      |       | DVD   | Frédéric Burghard      |       | DVD   |
| Luxeuil-les-Bains             | Valérie Haehnel        |       | DVD   | Corinne Jeanparis      |       | DVD   |
| Marnay                        | Jean-Claude Gay        |       | DVG   | Jean-Claude Gay        |       | DVG   |
| Marnay                        | Catherine Lind         |       | DVG   | Patricia Fassenet      |       | DVG   |
| Mélisey                       | Sylvie Coutherut       |       | DVG   | Sylvie Coutherut       |       | DVG   |
| Mélisey                       | Laurent Seguin         |       | DVG   | Laurent Seguin         |       | DVG   |
| Port-sur-Saône                | Jean-Paul Mariot       |       | PS    | Jean-Marie Bertin      |       | DVG   |
| Port-sur-Saône                | Christelle Rigolot     |       | DVG   | Christelle Rigolot     |       | DVG   |
| Rioz                          | Edwige Eme             |       | DVG   | Edwige Eme             |       | DVG   |
| Rioz                          | Yves Krattinger        |       | DVG   | Yves Krattinger        |       | DVG   |
| Saint-Loup-sur-Semouse        | Nadine Bathelot        |       | DVG   | Thierry Bordot         |       | DVG   |
| Saint-Loup-sur-Semouse        | Pierre Despoulain      |       | PS    | Véronique Grandjean    |       | DVG   |
| Scey-sur-Saône-et-Saint-Albin | Carmen Friquet         |       | DVD   | Carmen Friquet         |       | DVD   |
| Scey-sur-Saône-et-Saint-Albin | Hervé Pulicani         |       | DVD   | Hervé Pulicani         |       | DVD   |
| Vesoul-1                      | Sylvie Manière         |       | DVD   | Sylvie Manière         |       | DVD   |
| Vesoul-1                      | Thomas Oudot           |       | DVD   | Thomas Oudot           |       | DVD   |
| Vesoul-2                      | Marie-Dominique Aubry  |       | LR    | Carole Michel          |       | DVD   |
| Vesoul-2                      | Benoît Thomassin       |       | DVD   | Benoît Thomassin       |       | DVD   |
| Villersexel                   | Sabrina Fleurot        |       | DVG   | Isabelle Gehin         |       | LR    |
| Villersexel                   | Gérard Pelleteret      |       | DVG   | Michel Richard         |       | LR    |